# Glandou

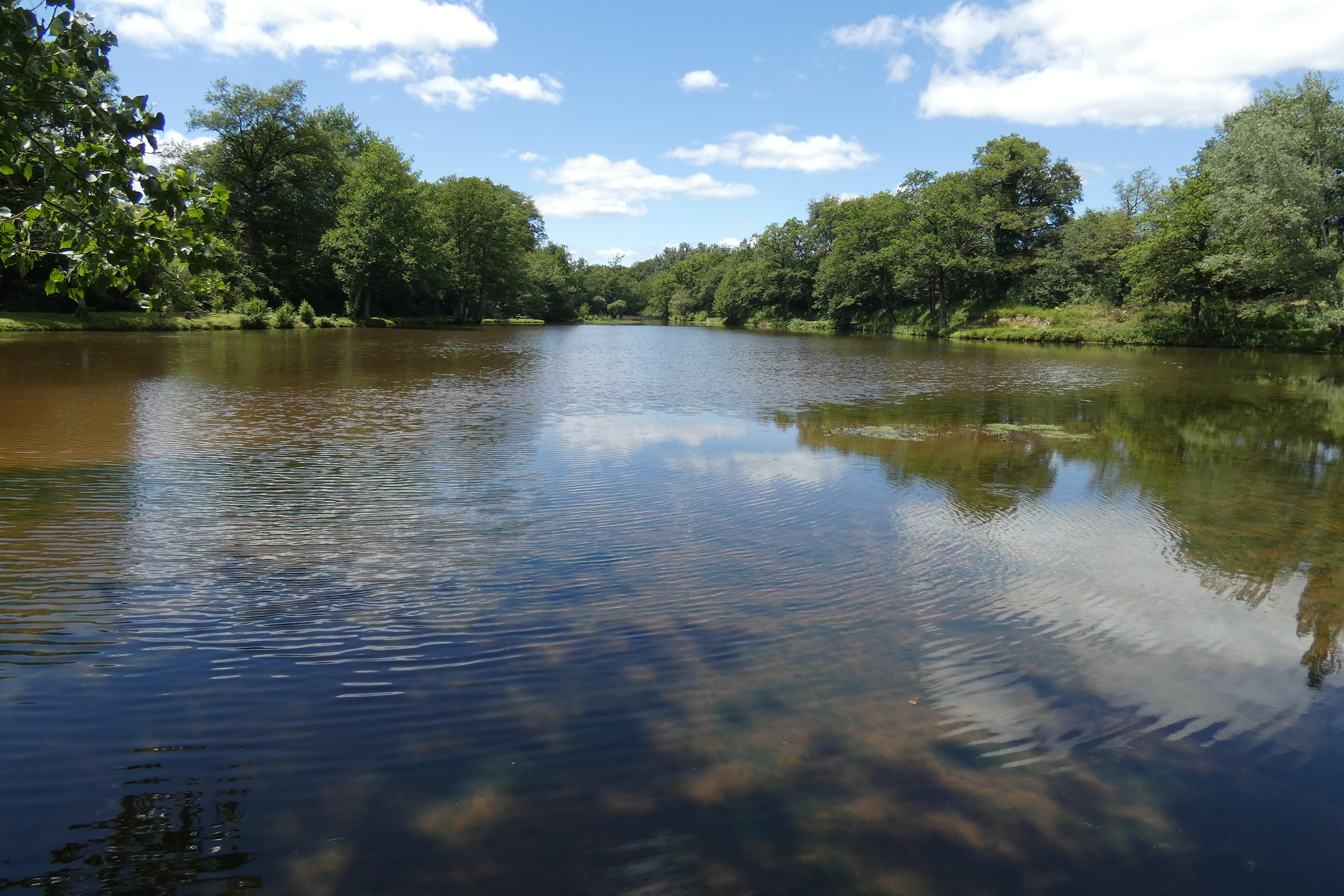
Lac de retenue aménagés près de sa confluence avec le Céor.

Le Glandou est un ruisseau du département de l'Aveyron de la région Occitanie et un affluent du Céor, c'est-à-dire un sous-affluent de la Garonne par le Viaur, l'Aveyron et le Tarn.

## Géographie
D'une longueur de 12,2 kilomètres, le Glandou prend sa source sur la commune de Auriac-Lagast à l'altitude 795 mètres dans le bois de Rozette, à 1 kilomètre au nord-ouest de la pyramide du Lagast (signal) (928 m).
Il coule globalement de l'est vers le nord-ouest.
Il conflue sur la commune de Cassagnes-Bégonhès, près du lieu-dit Mondoye, à l'altitude 516 mètres, à la limite et à la pointe nord de la commune La Selve.

## Communes et cantons traversés
Dans le seul département de l'Aveyron, le Glandou traverse quatre communes et trois cantons :
- dans le sens amont vers aval : Auriac-Lagast (source), Durenque, La Selve, Cassagnes-Bégonhès (confluence).

Soit en termes de cantons, le Glandou prend source dans le canton de Cassagnes-Bégonhès, traverse le canton de Réquista, conflue dans le canton de Cassagnes-Bégonhès.

## Affluents
Le Glandou a deux affluents référencés :
- le ruisseau de Mazet (rg) 2,1 km, sur les deux communes de Auriac-Lagast et Durenque.
- le ruisseau des Gazelles (rd) 5 km, sur la seule commune de Auriac-Lagast.

## Aménagements
Il passe au Moulin de la Garde et au Moulin de Viales à Auriac-Lagast avant de traverser un barrage et un lac de retenue aménagés près de sa confluence avec le Céor.